# کاروانسرای امین التجار
کاروانسرای امین التجار مربوط به اواخر دوره قاجار است و در کاشمر، حاشیه میدان مرکزی شهر واقع شده و این اثر در تاریخ ۵ تیر ۱۳۸۴ با شمارهٔ ثبت ۱۱۹۳۰ به‌عنوان یکی از آثار ملی ایران به ثبت رسیده است. واقف این کاروانسرا مرحوم حاج سید مهدی رشتی هست که حدود ۱۳۰ سال قبل در ترشیز می‌زیسته و از تجار بزرگ و مورد اعتماد مردم بوده است. در حال حاضر نتیجه ایشان آقای سید رضا توحیدی متولی این موقوفه می‌باشد.

## نگارخانه

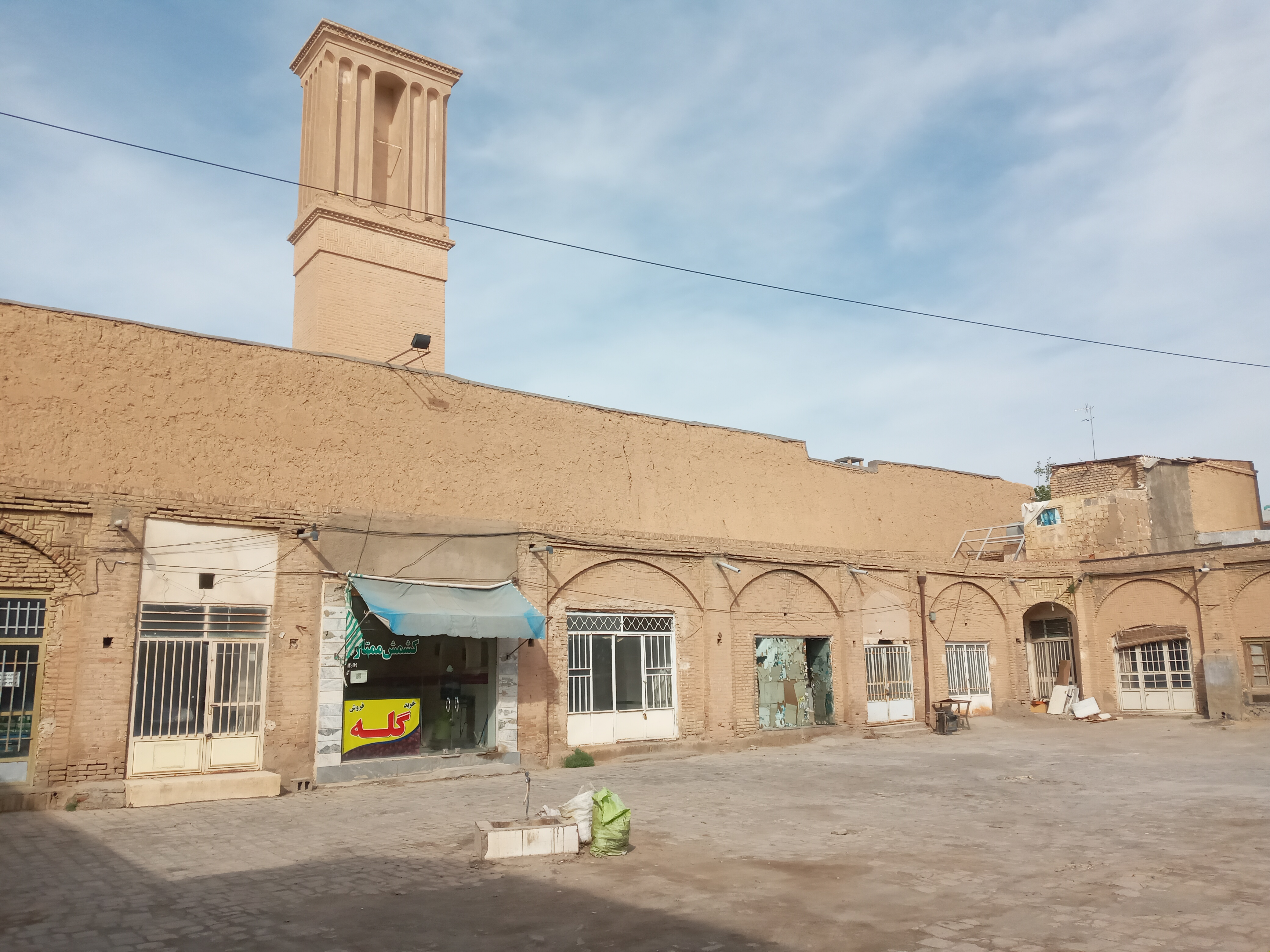
نمای کج از کاروانسرا
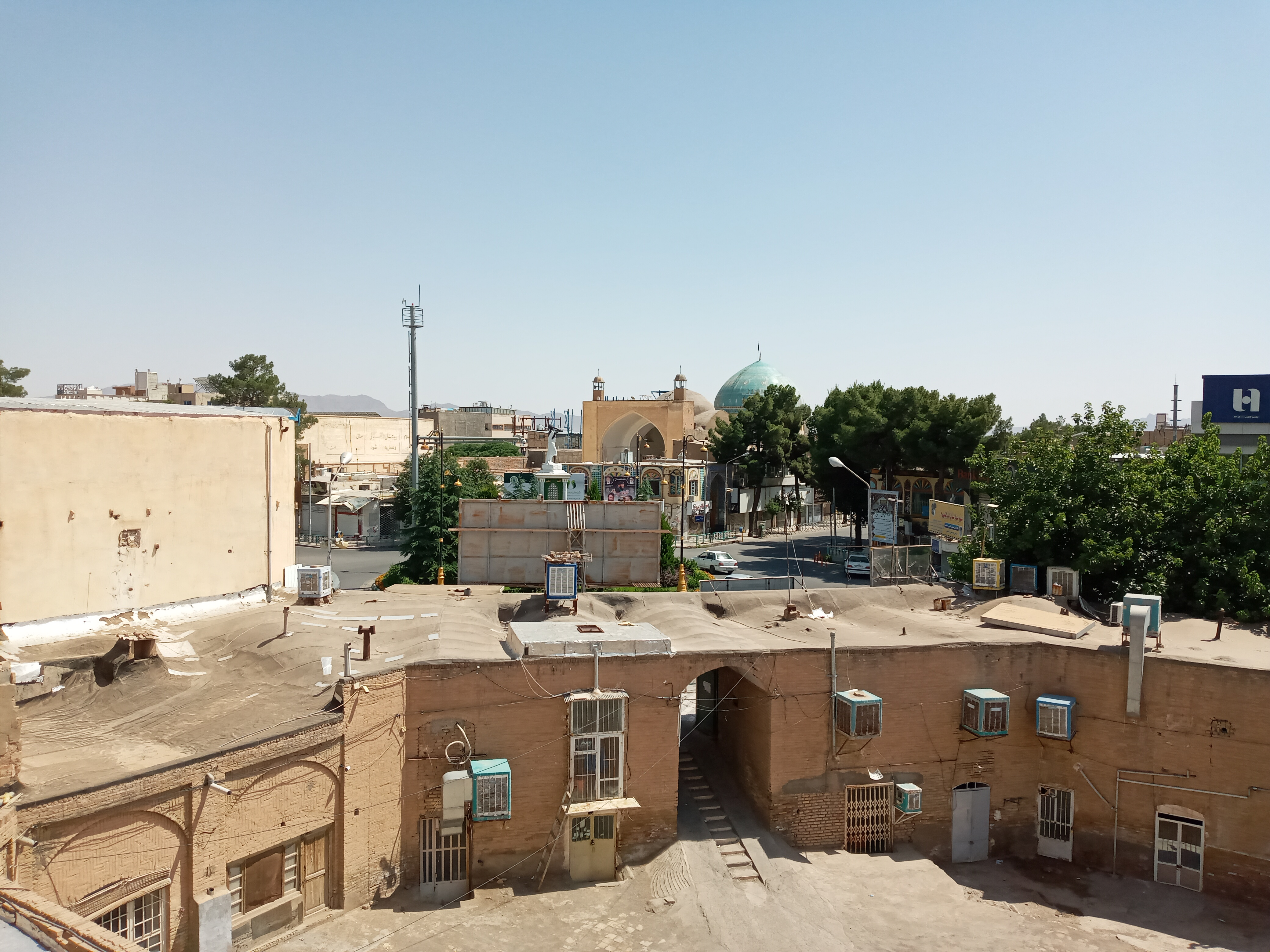
نمای هوایی
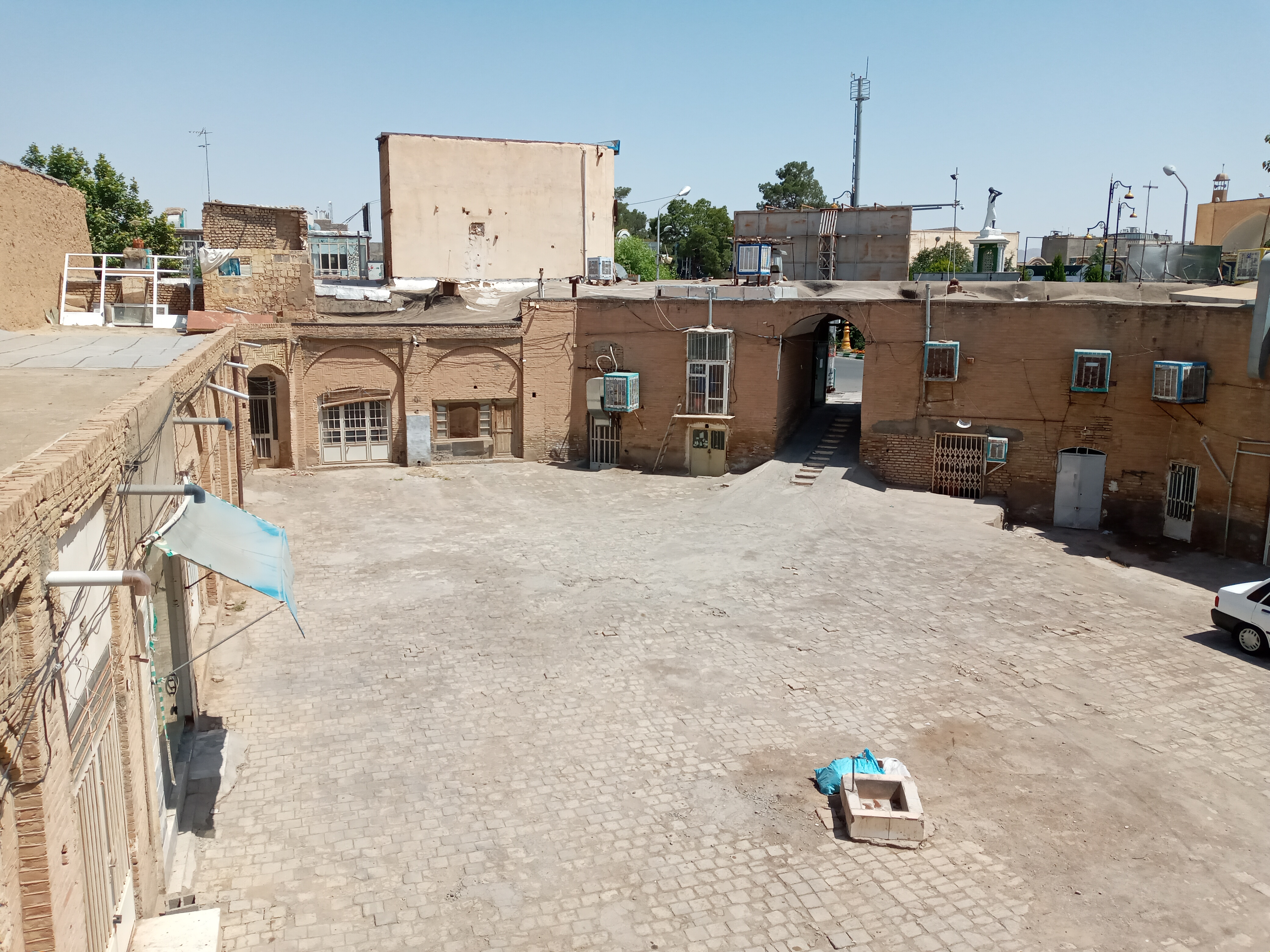
نمای هوایی
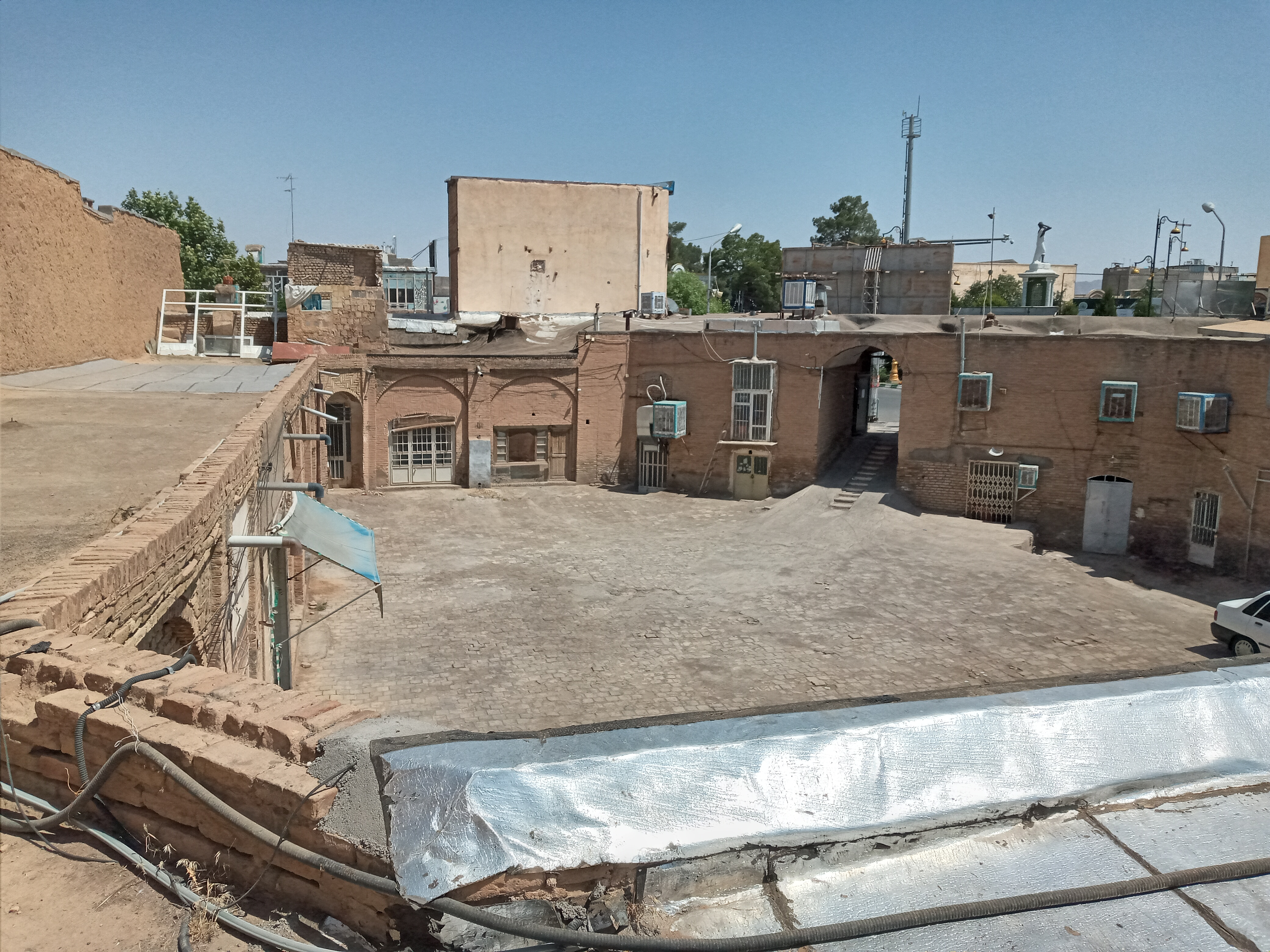
نمای هوایی
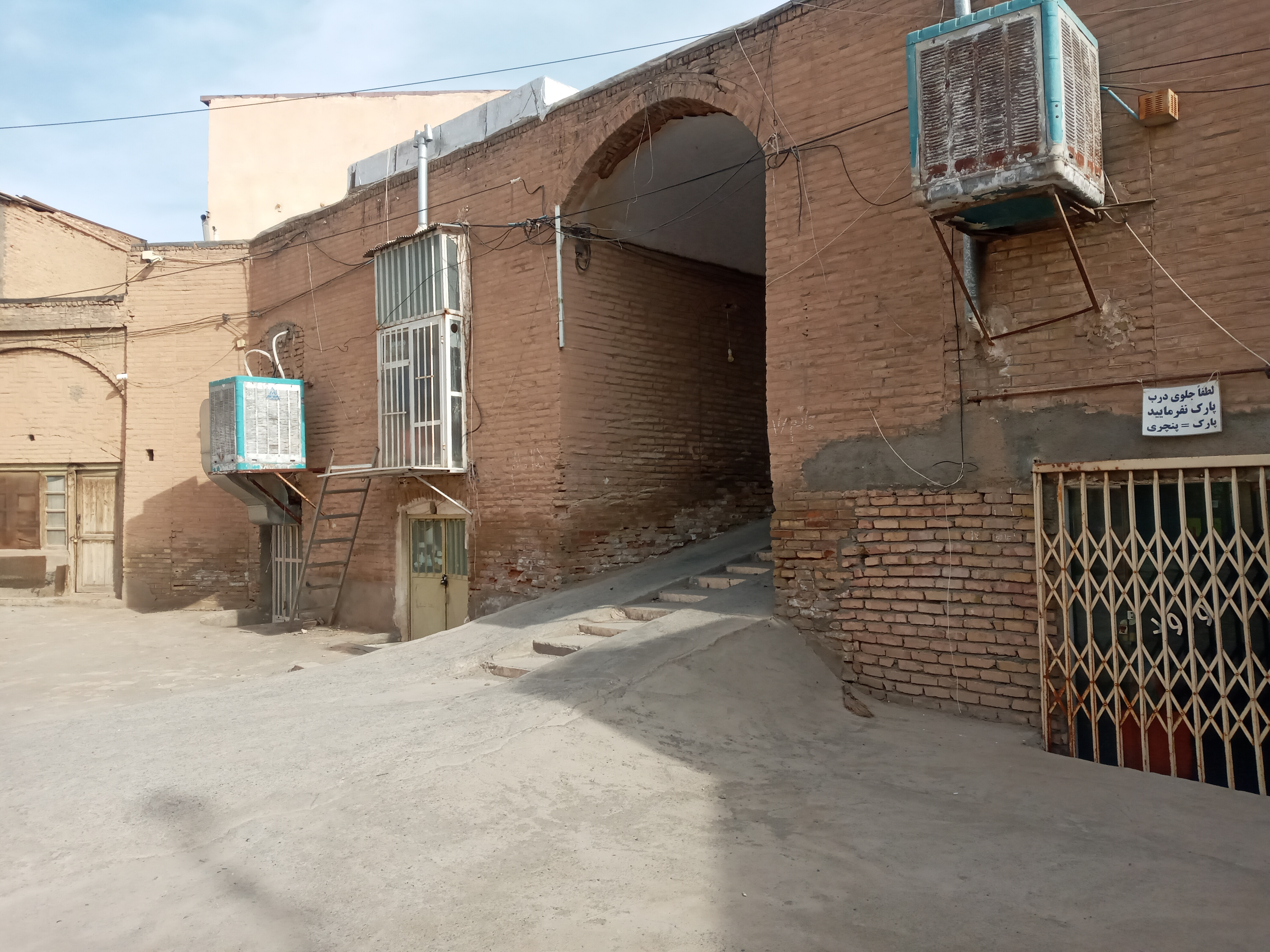
درب ورودی اصلی کاروانسرا
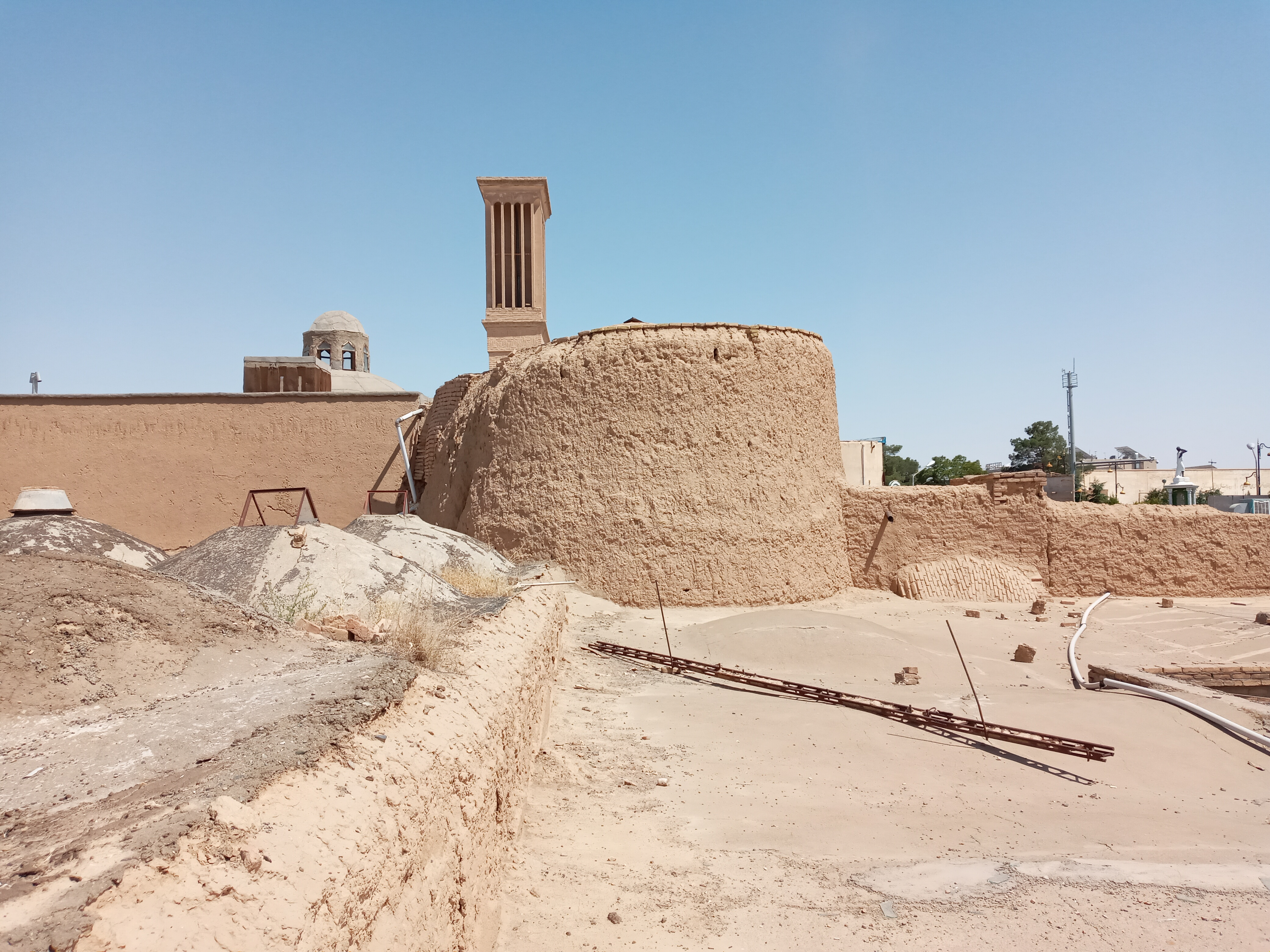
برج کاروانسرا
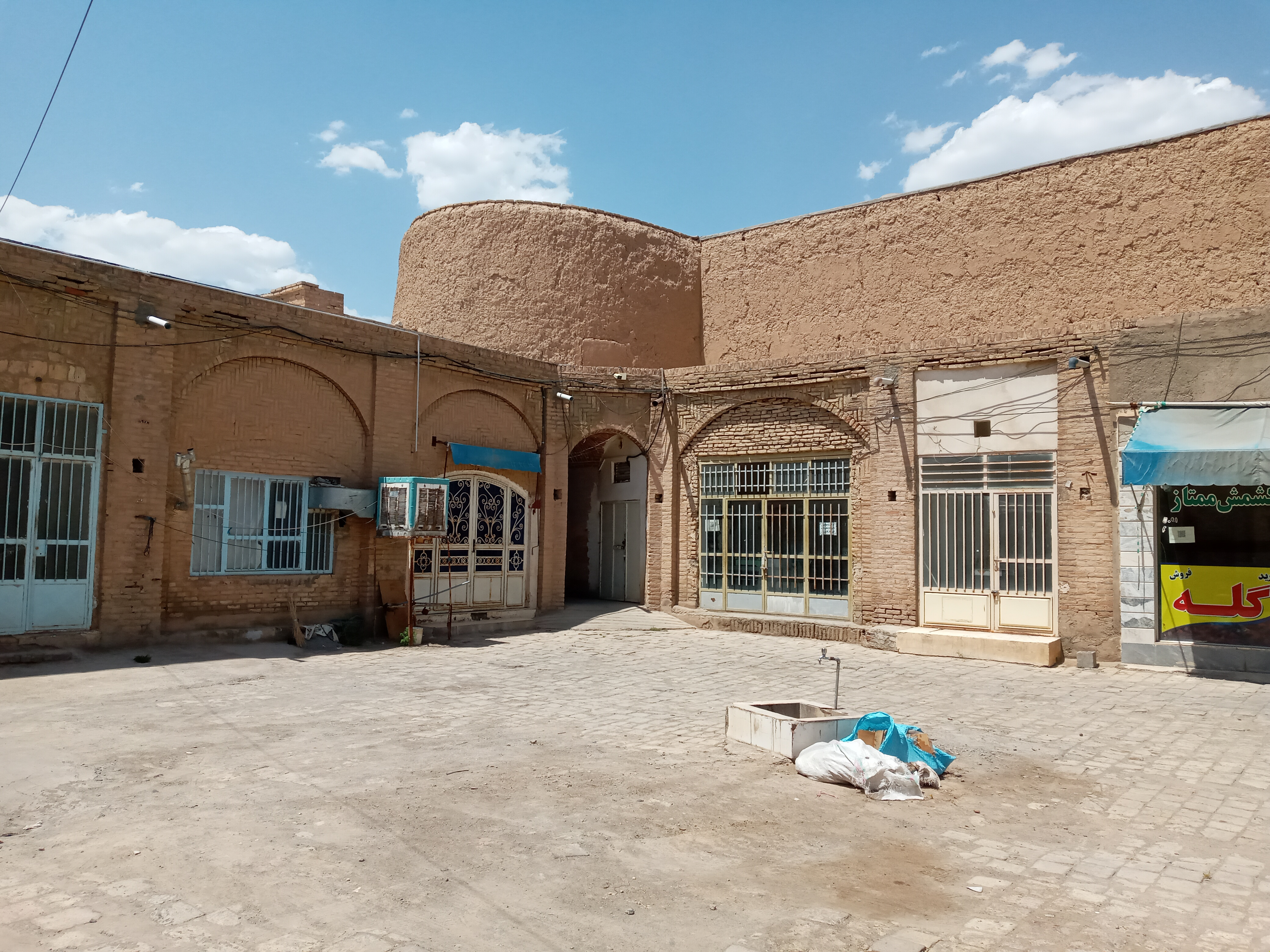
برج کاروانسرا
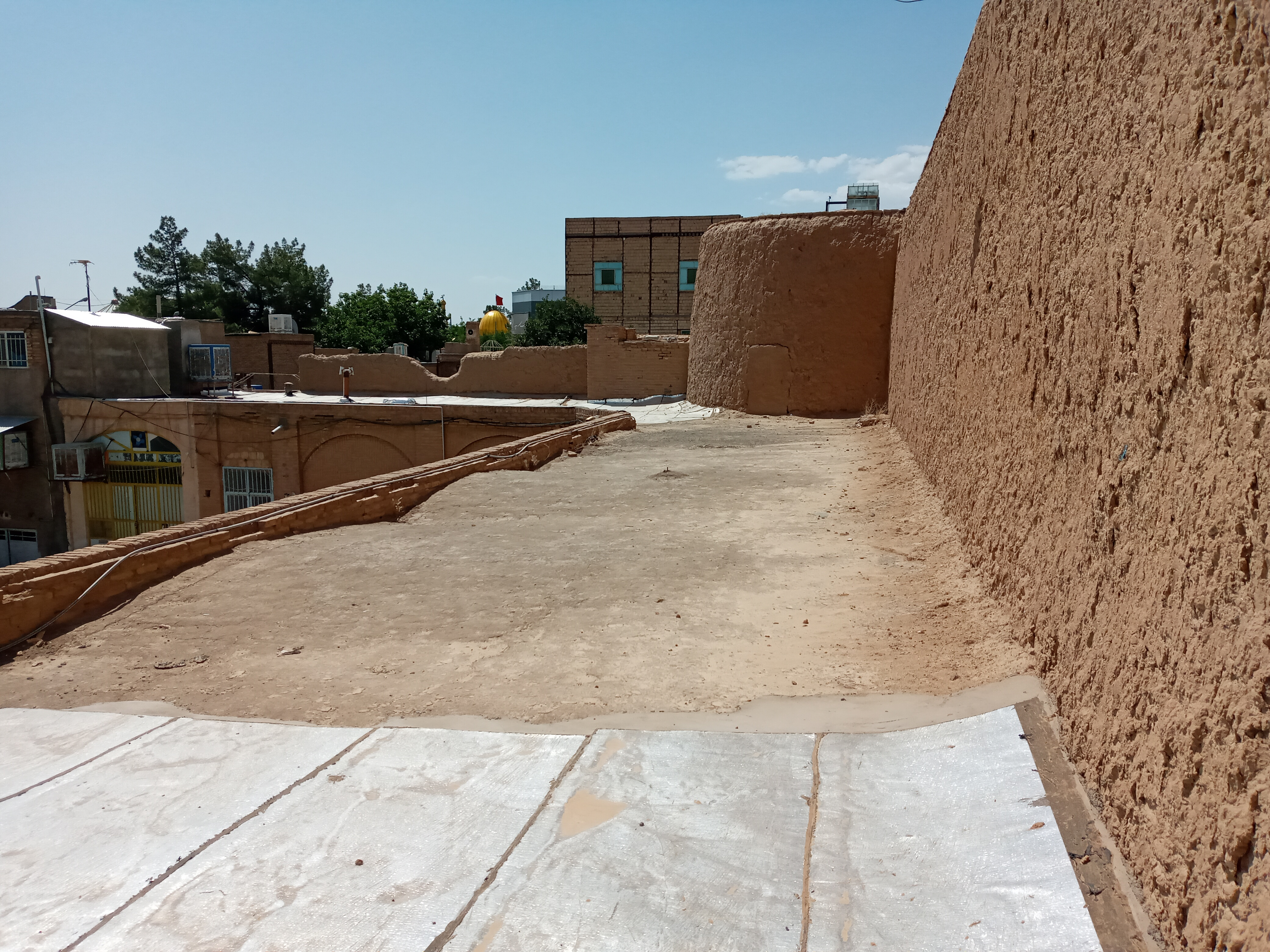
برج کاروانسرا